# Amerikansk rätt

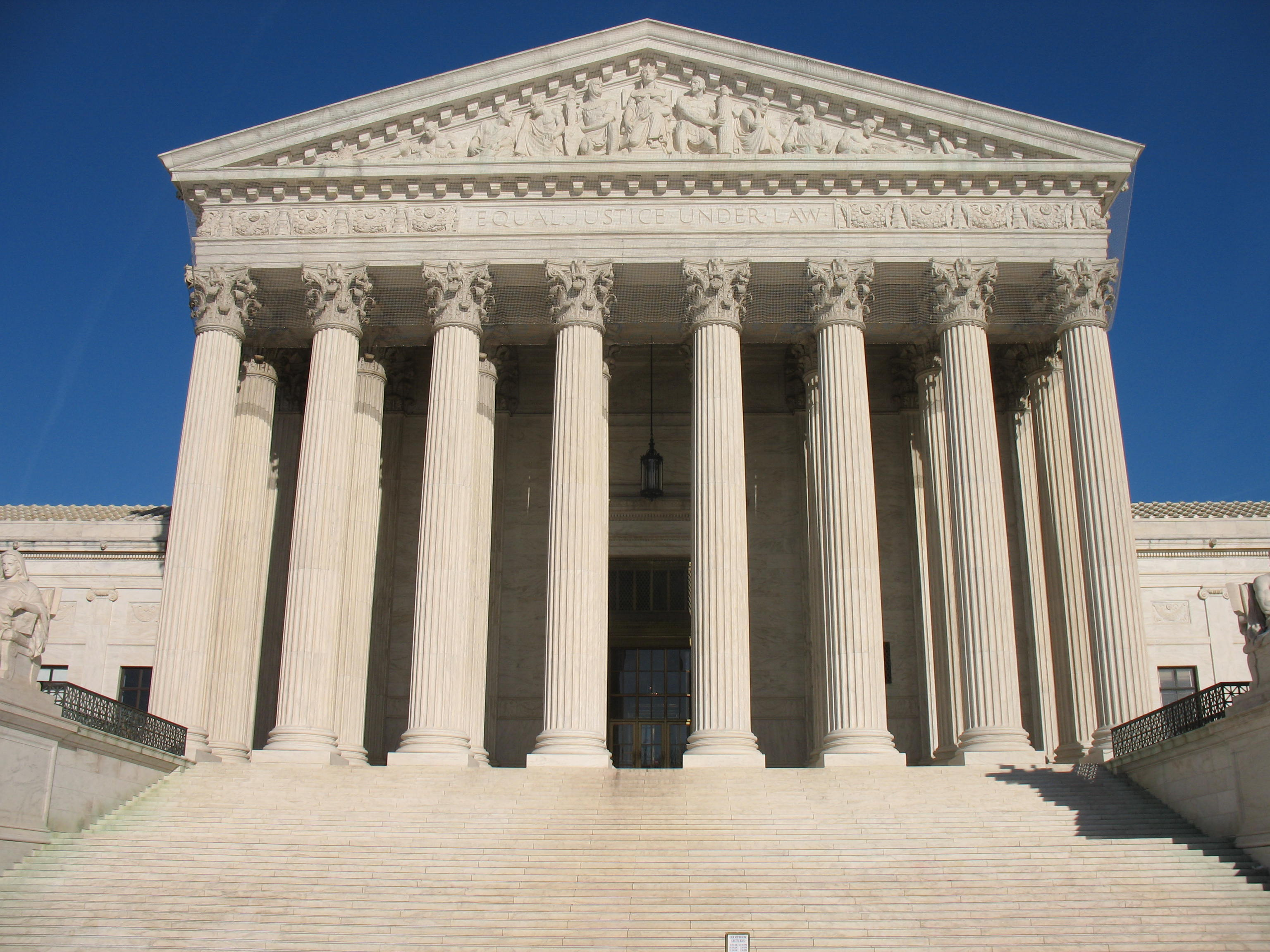
USA:s högsta domstol i Washington, D.C..

Amerikansk rätt bygger på Common law som rättssystem och har sitt ursprung i engelsk rätt från tiden före självständighetsförklaringen 1776 och amerikanska frihetskriget/amerikanska revolutionen då de ursprungliga 13 delstaterna var brittiska kolonier tills Storbritannien erkände USA:s självständighet med Parisavtalet 1783. 
Sedan USA:s konstitution trädde i kraft 1789 (och ersatte Konfederationsartiklarna) är den landets högsta rättskälla och med USA:s högsta domstol som dess främsta uttolkare. Därefter kommer federala lagar och internationella traktat som USA:s senat ratificerat. Dessa representerar basen, men även de begränsningar, för hela den federala lagstiftningen och lagstiftningen i de 50 delstaterna.

## Rättskällor
I amerikansk rätt kan lagen härledas från fem rättskällor: konstitutionell rätt (engelska: constitutional law), lag (engelska: statutory law), traktat, administrativa föreskrifter (engelska: administrative regulations), samt prejudicerande rättsfall (engelska: case law).

## Delstaternas rättssystem
USA:s delstater är 50 suveräna enheter med sina egna grundlagar, lagstiftning, domstolar och jurisdiktion. 
I likhet med och avspeglande den federala statsmaktens sammansättning finns det ett tredelat system med:
- lagstiftande makten, en lagstiftande församling med två kammare (undantaget Nebraska) som stiftar delstatlig lag;
- verkställande makten, ledd av en guvernör som promulgerar lag och beviljar nåd, och därtill underlydande myndigheter;
- dömande makten, med en egen högsta domstol överst i hierarkin och appellations- och distriktsdomstolar därunder, som dömer efter och tolkar den egna lagen och lokala föreskrifter.

Delstatsstyrena har rätt att stifta lagar rörande allt möjligt som enligt USA:s konstitution (och bindande rättsfall kring tolkningen av densamma) inte ankommer på den federala statsmakten.

### Louisiana
Louisianas rättssystem har betydande innehåll och process grundad i spansk och fransk rätt, från tiden i spanska och franska imperiet, och är i detta avseende unik bland de 50 delstaterna.